# Antonia Truppo

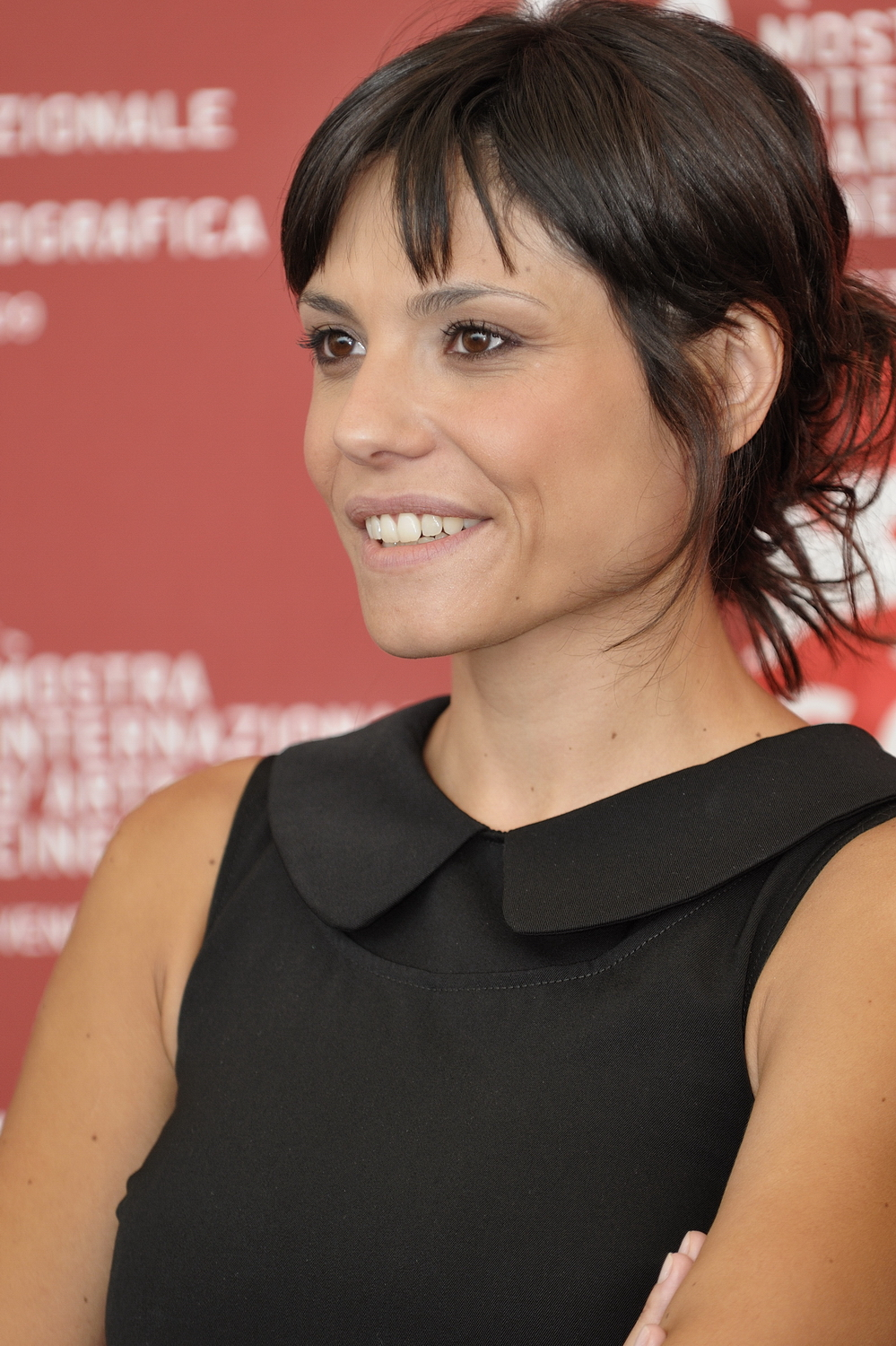
Antonia Truppo (Filmfest Venedig 2009)

Antonia Truppo (* 1977 in Neapel) ist eine italienische Schauspielerin.

## Leben
Seit ihrem Filmdebüt im Jahr 2001 an der Seite von Licia Maglietta und Toni Servillo in dem italienischen Krimi-Drama Luna rossa wurde Antonia Truppo insbesondere durch ihre Rollen in den international vertriebenen Filmen  Der weiße Raum und Die doppelte Stunde bekannt.

## Filmografie (Auswahl)
- 2001: Luna rossa
- 2003: I cinghiali di Portici
- 2005: La volpe a tre zampe
- 2007: Donne sbagliate
- 2007: Il segreto di Arianna
- 2009: Der weiße Raum (Lo spazio bianco)
- 2009: Die doppelte Stunde (La doppia ora)
- 2011: Napoli milionaria
- 2012: Sabato, domenica e lunedì
- 2015: Sie nannten ihn Jeeg Robot (Lo chiamavano Jeeg Robot)
- 2021: Qui rido io
- 2024: Iddu
- 2024: Ein Zug voller Hoffnung (Il treno dei bambini)